# Темпл (станция метро)
Темпл (англ. Temple) — станция лондонского метро в административном округе Вестминстер. На станции останавливаются поезда двух линий метро: Дистрикт и Кольцевой линии. Расположена между станциями «Эмбанкмент» и «Мэншн Хаус». Вход на станцию только со стороны набережной Виктории. Станция не рассчитана на инвалидов-колясочников.
Название станции происходит от района Темпл, неподалёку от которого она находится. Относится к первой тарифной зоне.

## История станции
Станция была открыта 30 мая 1870 года компанией Метрополитэн Дистрикт Рейлвэй (МДР), когда линия была продлена от Вестминстер до Блэкфриарс. Станция строилась открытым способом вместе с Набережной Виктории. После пересечения МДР с Метрополитен Рэйлвэй (МР) на Южном Кенсигтоне было образовано внутреннее кольцо. 1 февраля 1872 МДР открыла ветку на север от Эрлс-Корт, которая соединяла её по Вест Лондон Экстеншн Джоинт Рэйлвэй с Эдисон Роуд. С тех пор внешнее кольцо состояло из путей, принадлежавших МДР. С 1 августа 1872 началась эксплуатация среднего кольца, что проходило от Мургейт вдоль путей МР севернее внутреннего кольца до Педдингтон, затем по линии Хаммерсмит и Сити до Лейтимер Роуд, затем по ныне демонтированной линии от Вест Лондона до Эдисон Роуд и по МДР до Мэнсон Хаус. 30 июня 1900 года среднее кольцо было разорвано между Эрлс-Корт и Мэншен-Хаус. В начале XX века планировалось сделать станцию Темпл конечной на линии, что эксплуатировала компания Грейт Нозерн энд Стрэнд Рэйлвэй. Но планам не суждено было сбыться, конечной линии стала станция Олдвич (ныне закрыта). С 31 декабря 1908 внешнее кольцо обслуживалось не только МДР. В 1949 появилась кольцевая линия.

## Интересные факты
Название Temple носит также станция Парижского метро.

## Упоминания в книгах и фильмах
- На станции проходило действие одного эпизода сериала Rumpole of the Bailey (1992).
- Название станции упоминается в романе Дена Брауна «Код да Винчи».
- Также название станции упоминается в музыкальной композиции группы Hurts — «Wonderful life».
- На станции разворачивалось действие фильма про Джеймса Бонда «Скайфолл», где главный злодей в час пик пытался скрыться в толпе.